# Marcela Gracia Ibeas e Elisa Sánchez Loriga

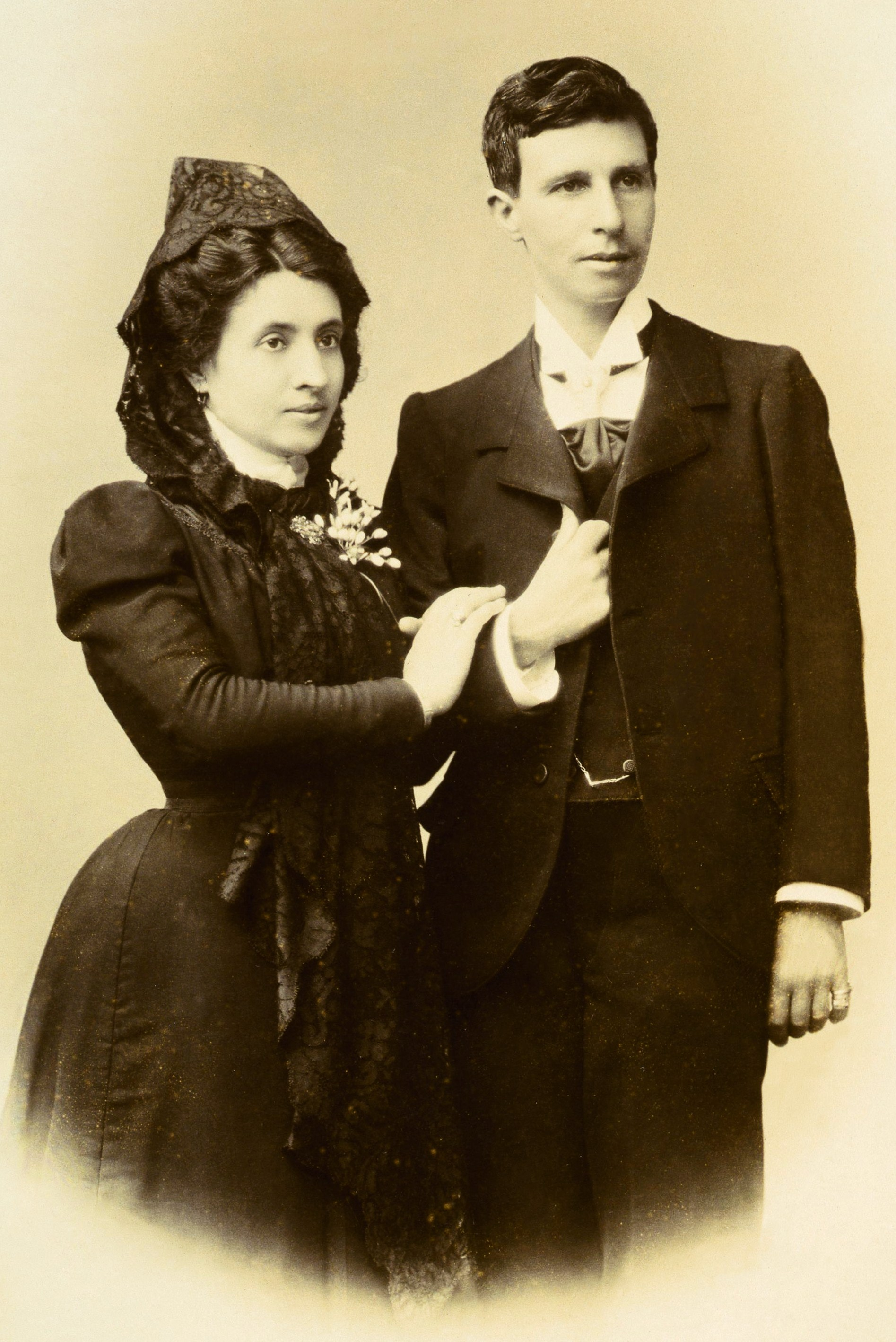
Marcela e Elisa depois do casamento, fotografadas por José Sellier

Marcela Gracia Ibeas e Elisa Sánchez Loriga protagonizaram a primeira tentativa de casamento entre pessoas do mesmo sexo em Espanha de que se tem registo. O casamento ocorreu a 8 de junho de 1901, na Corunha.
Para tal, Elisa teve que adoptar uma identidade masculina, Mario Sánchez, tendo sido assim identificada na acta de casamento. Este foi celebrado pela Igreja Católica, na paróquia de San Jorge da mesma cidade. Quando o padre que oficiou o casamento descobriu que foi enganado, foram denunciadas e perseguidas. A notícia do matrimónio foi difundida por toda a Espanha, Portugal e por vários países europeus.
Este acontecimento ocorreu mais de cem anos antes da aprovação da lei que permitiu o casamento entre pessoas do mesmo sexo em Espanha. 

## Primeiro encontro, separação e reencontro
Marcela e Elisa conheceram-se em 1885 na Escola Normal de Professoras da Corunha, onde estudavam para se tornarem futuras professoras de ensino primário. Marcela tinha dezoito anos quando começou a estudar e Elisa, que trabalhava na escola, tinha vinte e três e já tinha concluído os mesmos estudos. A sua amizade deu lugar a uma relação mais íntima.
O pai de Marcela, o capitão do Exército Manuel Gracia, ao ver que a amizade entre as duas passava para além do socialmente permitido, com receio de um possível escândalo, enviou a sua filha para Madrid.
Quando Marcela concluiu os seus estudos em Madrid regressou à Galiza onde foi destacada como professora estagiária no Couso, uma pequena paróquia de Coristanco, na Corunha. Entretanto Marcela foi destacada na aldeia de Calo, em Vimianzo, como professora sénior. A partir deste momento reencontraram-se e decidiram ir viver juntas em Calo.
Em 1889, Marcela foi dar aulas para Dumbría, tendo que instalar-se na casa da escola, enquanto Elisa permaneceu em Calo. Ainda assim, mantiveram o contacto, já que Elisa viajava até a localidade onde residia Marcela.

## Identidade falsa e casamento
Depois de mais de uma década de convivência em diferentes lugares da província da Corunha, em 1901 decidem casar-se.
Para tal, Elisa adotou um aspecto masculino e o nome de Mario Sánchez (com o qual se apresentou na Escola Normal para solicitar um certificado de estudos). Inventou uma identidade e um passado falsos, tendo como referência um primo que tinha falecido num naufrágio, dizendo que tinha passado a sua infância em Londres e que o seu pai era ateu. Considerando esta última informação, o padre Víctor Cortiella, pároco de San Jorge na Corunha, batizou Mario a 26 de maio de 1901, dia em que recebeu também a sua primeira comunhão. A 8 de junho de 1901, às sete e meia da manhã, casaram-se Marcela e Mario (que na realidade era Elisa). A cerimónia de casamento foi curta, os padrinhos atestaram a sua validade e o casal passou a noite de núpcias na pensão Corcubión, na rua de San Andrés.

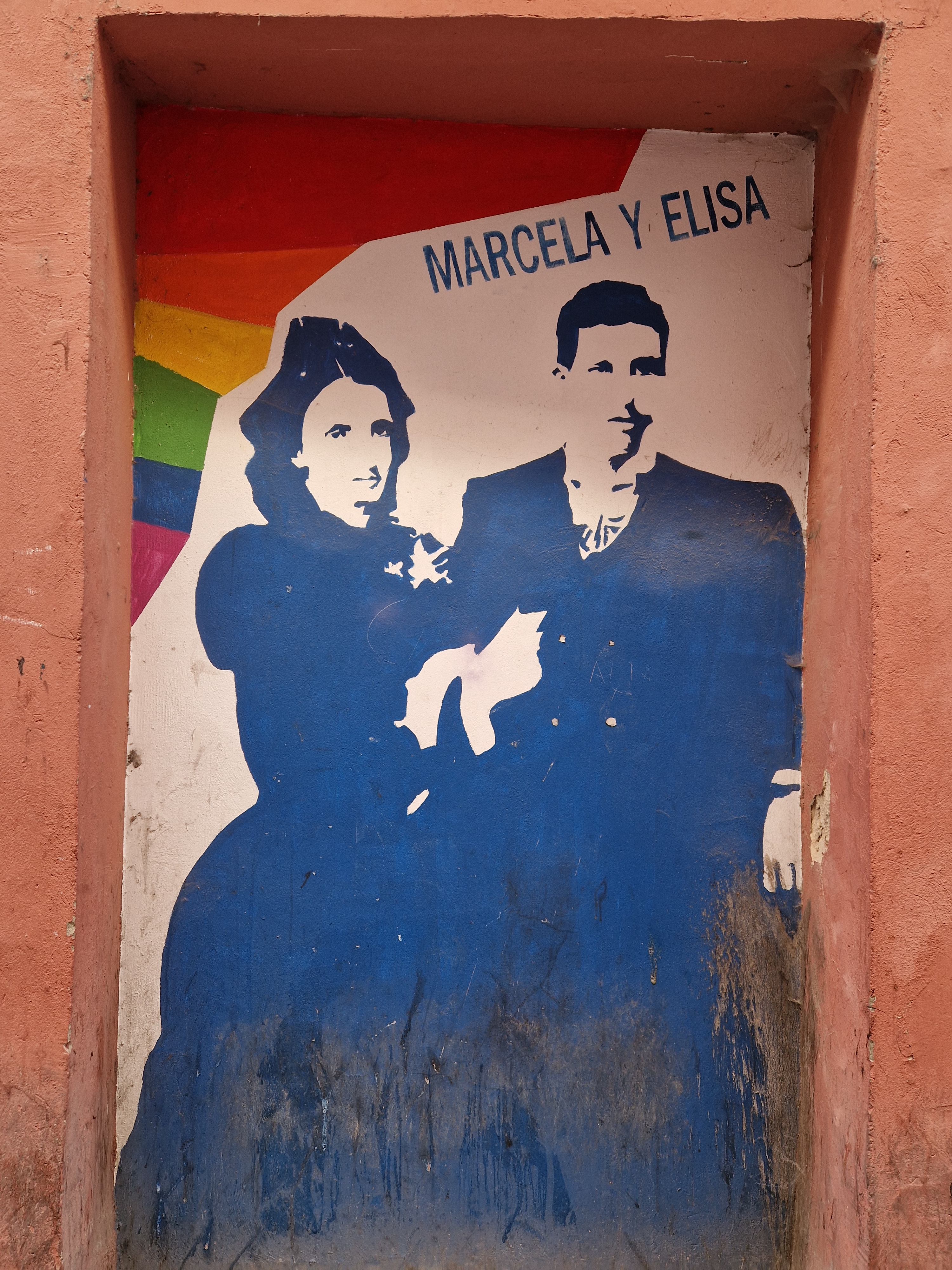
Graffiti de Marcela e Elisa

### Consequências
O casal, que a partir da descoberta pelo padre passou a ser conhecido como o "casal sem homem", apareceu nas capas de jornais da Galiza e de Madrid. Como consequência, perderam o seu trabalho.
Para que pudesse excomungá-las, o pároco pediu a um médico que examinasse Mario para comprovar se era um homem ou uma mulher. Mario acedeu e, quando o doutor emitiu o seu veredicto, tentou fazer-se passar por hermafrodita, uma condição que lhe tinha sido diagnosticada em Londres.
A Guarda Civil espanhola perseguiu-as até a localidade de Dumbría, onde trabalhavam como professoras. Elisa e Marcela fugiram até ao Porto, em Portugal, onde Marcela mudou o seu nome para Pepe e viveram como um casal por dois meses.
A 1 de julho de 1901, o juiz Pedro Calvo Camina processou-as e emitiu um mandado de busca e prisão. A 18 de agosto, a pedido da polícia espanhola, foram detidas e encarceradas. Treze dias depois foram libertadas, devido a um movimento solidário liderado por ativistas portuguesas que exigiu a sua liberdade e que angariaram fundos para ajudá-las economicamente.
A 6 de janeiro de 1902, Elisa deu à luz uma criança, que chamaram de Maria Enriqueta.
Apesar do movimento solidário e de Portugal as ter absolvido das acusações, o mandado de busca e prisão espanhol foi aceito. Porém, antes de serem extraditadas, conseguiram fugir num barco para a Argentina, onde, a partir de 1904, se deixa de ter mais informações sobre Elisa e Marcela.
O pouco que se conhece deste período é que trabalharam como criadas durante um ano, mas o salário não dava para manter uma família, pelo que tiveram que recorrer a outras estratégias. Devido a isto, Elisa Sánchez Loriga (que neste país se identificava como María Sánchez Loriga) casou-se em 1903 com o dinamarquês Christian Jensen, como estratégia para se estabelecer numa casa onde posteriormente pudessem chegar Marcela e Maria Enriqueta (com a identidade de Carmen), como se fossem a sua irmã e sobrinha.
Com o tempo, Jensen foi suspeitando da situação, o que o levou a investigar e descobrir que María e Carmen eram, na verdade, Elisa e Marcela. Jensen tentou anular o casamento, mas sem sucesso, tendo continuado válido.